# 金星の太陽面通過 (土星)

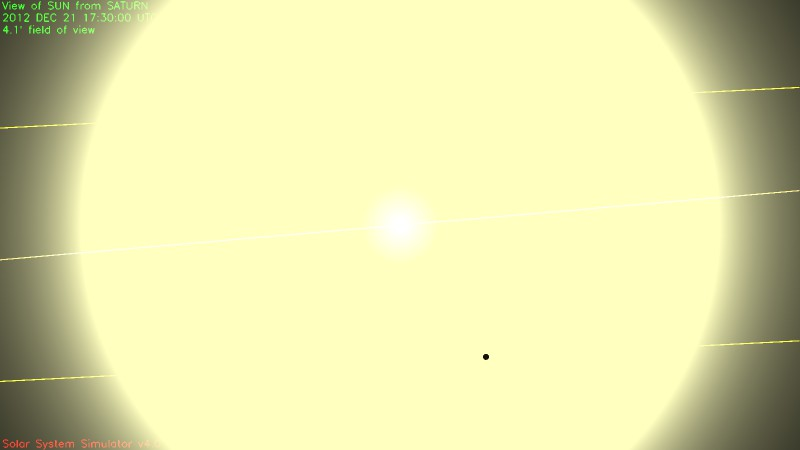
コンピュータ・シミュレーションによる、土星における金星の太陽面通過（2012年12月21日）

土星における金星の太陽面通過（きんせいのたいようめんつうか）は、土星と太陽のちょうど間に金星が入り、太陽面を通過する天文現象である。

## 概要
土星における金星の太陽面通過は、紀元前125000年から125000年の25万年間で55349回ある。前回は2012年12月21日、次回は2028年1月14日に発生する。
土星における金星の太陽面通過は、約12年と約14年の間を交互に繰り返しながら、金星の公転周期に相当する約7.5ヶ月の間を挟み、2回から3回連続で発生する。

## 太陽面通過の起こる日
日付は最大食の日付(UTC)。
| 年月日         | 最大食 |
| -------------- | ------ |
| 1982年10月25日 | 03:21  |
| 1983年6月11日  | 09:35  |
| 1998年7月4日   | 07:55  |
| 1999年2月19日  | 02:38  |
| 2012年5月6日   | 10:04  |
| 2012年12月21日 | 16:04  |
| 2028年1月14日  | 12:28  |
| 2028年8月31日  | 07:11  |
| 2041年11月16日 | 16:19  |
| 2042年7月3日   | 22:19  |

## 同時太陽面通過
- 金星の太陽面通過が、水星の太陽面通過と同時に起こることはあるが、極めて稀である。前回は1586年4月27日、次回は2896年5月28日である。
- 金星の太陽面通過が、地球の太陽面通過および月の太陽面通過と同時に起こることはあるが、極めて稀である。前回は紀元前36043年10月13日、次回は
  - 紀元前124260年6月28日、紀元前83531年2月22日、25705年6月30日の太陽面通過はさらに稀な現象として、地球と金星のみが太陽面通過を起こし、月は太陽面通過を起こさない。